# Erzstufe
Als Erzstufe, auch Erzstuffe, bezeichnet man ein aus einer Lagerstätte herausgehauenes Stück Erz. Erzstufen bestehen zum Teil oder auch ganz aus Erz.

## Arten
Nach Aussehen und Zusammensetzung unterscheidet der Bergmann Probierstuffen und Handstuffen.
Eine Probierstuffe ist ein Erzstück, das aus dem Erzgang herausgeschlagen wurde, damit mittels Probierkunst durch einen Gewerkenprobierer der Metallgehalt überprüft werden konnte. Dieses Überprüfen des Erzgehaltes anhand einer Probierstuffe war im frühen Bergbau vorgeschrieben und musste, insbesondere bei Silbererzen, mindestens einmal pro Quartal durchgeführt werden. Änderten sich die sogenannten Anbrüche, so musste die Überprüfung öfter durchgeführt werden. So konnte man erkennen, ob sich der Erzgehalt der Lagerstätte verbesserte.
Als Handstuffe oder Handstück wurden besonders schöne Erzstücke bezeichnet, die nicht eingeschmolzen, sondern in Mineralienkabinetten aufbewahrt und bei Bedarf zum Vorzeigen verwendet wurden. Die Handstuffen wurden gewonnen, indem die Bergleute nach den Sprengarbeiten die größeren Erzbrocken bearbeiteten und schichtweise kleine Stücke abschlugen. Handstuffen wurden oftmals auch Schaustuffe genannt, weil diese Erzstufen zur Schau gestellt wurden und den Gewerken als reichhaltiger und schöner Anbruch vorgezeigt wurden. Sie dienten oftmals zum Taxieren des jeweiligen Erzbergwerkes und wurden nicht zum Verschmelzen verwendet, sondern bei Bedarf erneut zur Schau gestellt.